# Toponymie occitane
La toponymie occitane concerne les noms de lieux du Midi de la France issus des variantes régionales de la langue d'oc ou occitan.

## Toponymes pré-occitans

### Préceltiques
- Une couche très ancienne de toponymes remonte à des origines antérieures à la celtisation de la contrée : on considère les langues qui les expliquent comme  pré-indo-européennes, cependant certaines langues mal identifiées comme le ligure (sud est) pourraient être d'origine indo-européenne. Il reste des traces de ces langues archaïques dans la description d'éléments du relief et de l'hydrographie essentiellement : en particulier les sommets, les cours d'eau et parfois l'habitat.
  - Ainsi la racine kar-/gar- « pierre » se retrouve dans Garonne ou la Crau. Du côté de Chalabre, dans l'Aude, la contrée du Kercorb, est également formée de cette racine kar-/ ker-.
  - La racine cl-app « pierre » donne Clapiers, le Clapas (nom traditionnel occitan de Montpellier).
  - Le mot occitan cauna « grotte », d'origine prélatine, donne la Caunette.
- Selon les régions, on trouve des suffixes propres à des langues locales disparues.
  - -os / -ossa (francisé en -osse) dans le sud ouest (Gascogne essentiellement) d'origine aquitanique, langue bascoïde et qui correspond au suffixe basque -oz (-otz). En Espagne, il s'est diphtongué en -ués / -uesa : par exemple Biscarosse est l'équivalent de Biscarrués (Biscaruesse1083). Ce suffixe s'est souvent combiné à un anthroponyme aquitain, celtique ou latin.
  - osca (francisé en -osque) / -asca (-asque) : on le rencontre dans le sud est et en Corse principalement, avec quelques occurrences plus au nord en remontant le Rhône.

### Celtiques (gaulois)
Ils constituent une part importante de la toponymie occitane et ils sont notamment localisés au nord du domaine occitan. Ils sont généralement mieux identifiés que ceux de la période précédente.
Les grandes villes et les grandes régions du sud de la France, dans une moindre mesure qu'au nord cependant, portent souvent un nom d'origine gauloise : Limoges, Saintes, Riom, Nîmes, Périgueux, Carpentras, etc.
- - le radical lat- est généralement rapproché du substantif féminin latis, sans doute celtique, qui désigne « un marais », « un marécage ». On trouve également cette racine late dans des toponymes attribués à des bourgs situés dans des zones de marais, notamment en Provence ou en Languedoc-Roussillon : Arelate[1] (ancien nom d'Arles), Lattes, etc.

répartition de la terminaison -ac. Hors de la zone occitane et bretonne, il s'agit de rares cas de transferts de toponymes ou d'un autre élément

### Gallo-romains et latins
- La romanisation, accompagnée sur la partie sud est du territoire d'une certaine présence romaine, a pour conséquence la latinisation dans cette Gaule méridionale. Dans leur domaine terrien, les Gallo-romains établissent des villae. On comprend donc que beaucoup de toponymes actuels doivent leur nom à un propriétaire gallo-romain, celte latinisé ou encore vétéran récompensé (en Provence uniquement).
  - les noms en -ac, -at (Auvergne, Limousin), -acq (Béarn..), -à (en Catalogne) et certains en -as sont issus du suffixe gallo-roman *-ACU, d'origine gauloise *-ācon (< celtique commun *-āko-) « lieu de, propriété de ». Ils continuent d'être utilisés, mais souvent avec le nom d'un propriétaire à consonance latine, voire un autre élément, exemple : Aurillac, Nérac, Florac, Marcillac  ou Montignac .
  - les noms en -an, certains en -ans, tous deux issus du suffixe latin -anu(m)) se développent désormais à côté du suffixe indigène -acum, exemples : Cucugnan, Sérignan, Samatan , Mimizan, parfois le nom de personne est tout de même gaulois.
  - les noms en -argues (du suffixe latin -anicum, pluriel -anicos) sont typiques du sud est, exemple: Marsillargues, Vendargues, Lansargues
  - les noms dérivés de gentilices gallo-romains qui ne présentent pas ces suffixations, exemple : Lézignan-Corbières vient de Licinianus ou encore Albi vient de Albius.

### Germaniques
- Rome, affaiblie par le chaos du Bas-Empire, ne peut s'opposer, au Ve siècle aux invasions germaniques. En 418, l'empereur Honorius doit céder l'Aquitaine aux Wisigoths qui établissent leur capitale à Toulouse; puis il s'étendent en Espagne et, en 462, occupent Narbonne et la Septimanie. Le souvenir d'Alaric se maintient dans la Montagne d'Alaric qui domine la vallée de l'Aude entre Carcassonne et Lézignan-Corbières.
  - les noms terminés en -e(i)n(s) / -ans. Cette terminaison trouve parfois son origine dans le suffixe germanique -ing- qui indique la propriété. Il a été latinisé en -ing-os devenu -ens, -eins, -ein ou -ans (parfois, quand ce n'est pas le latin -anicos) en Occitanie. Il s'est souvent ajouté à des noms de personnes germaniques. Exemple : Tonneins (Toninge, 1253). Par contre, il semble que le suffixe -ein, concentré dans l'Ariège ait une origine plus ancienne en réalité. Ernest Nègre, qui s'appuie notamment sur les travaux de Pierre Bec, considère qu'il s'agit d'un suffixe préceltique -enn(u)[2]. Par exemple dans Uchentein, Aucazein, Audressein, etc.
  - les terminaisons en -ville. Cet appellatif est certes gallo-roman VILLA « domaine rural », issu lui-même du latin villa rustica « grand domaine rural », mais il ne semble pas avoir été employé en toponymie avant le Haut Moyen Âge. Il est généralement précédé d'un nom de personne germanique. Tout comme dans le nord de la France (mais de manière beaucoup plus limitée), les formations toponymiques en -ville existent en Occitanie (sauf dans le sud-est), elle réponde à la variante plus typiquement occitane rencontrée dans la partie ouest du Languedoc -viala et en Gascogne -vièla francisées par la suite en -vielle, -fielle. Elles se concentrent essentiellement dans la région toulousaine, l'ouest du Languedoc et l'ancienne partie occitanophone au nord de l'embouchure de la Garonne (Charente), et semblent correspondre à une occupation franque ou wisigothique (saxonne en Charente) de domaines gallo-romains plus anciens. Le mode de composition est influencé par la syntaxe germanique : nom de personne (généralement d'origine germanique) + appellatif. Exemples : Ramonville-Saint-Agne, avec Raginmundus (occitan Ramond, français Raymond ); Aucamville  (Ochamsvilla vers 1089), avec *Ogamarus; Ségoufielle (Seguenvilla 1196), qui correspond à Séguenville (Seguinvilla 1147), composé avec un nom d'homme similaire Siguwinus (cf. nom de famille Seguin, Séguy) ; Endoufielle (Andofielle 1569), avec Andulfus, etc.
  - des noms germaniques pris absolument, c'est-à-dire utilisés seuls, comme on le constate au nord de la France, exemple : Routier  procède du nom de personne Rotheri.
- En revanche, il convient d'exclure de la liste Dieupentale dans lequel Albert Dauzat voyait un composé wisigothique Diup- « profond » et -dal « vallée » (comprendre dals) sur la foi d'une forme peu ancienne Dyopentala en 1268. Or, Ernest Nègre a démontré depuis, qu'il existe d'autres formes beaucoup plus anciennes incompatibles avec cette explication : in Deumpantala en 961, Sancti Martini de Diuspantros vers 1015, dans lequel il reconnaît le nom de personne gaulois Diopantus bien attesté, suivi d'un suffixe locatif -*ala de -ella. Par ailleurs, on peine à reconnaître dans la toponymie occitane, contrairement à celle du nord de la France, des composés toponymiques entièrement germaniques, c'est-à-dire : nom de personne germanique + appellatif germanique ou encore adjectif germanique + appellatif germanique.

## Toponymes occitans

### Constructions

#### Châteaux forts
Du XIe au XIIIe siècle, autour d'un château en bois ou en pierre – ouvrage défensif construit sur un tertre naturel ou artificiel (occitan mòta, « motte ») ou bien sûr, un éperon rocheux – se développent des villages.

##### Castels, castelars, mottes et castelnaus
- Dérivé du latin castellum, « petite forteresse », apparenté lui-même à castra qui, à l'époque gallo-romaine puis dans les textes carolingiens, désignait une « ville fortifiée », d'où Castres et Castries, le mot castèl, « château », est bien connu en occitan (chastel, en nord-occitan, castèth en gascon). Exemple, Castelnaudary (Aude) ou Castelnau-le-Lez (Hérault). La forme gasconne Castèth(s) est à l'origine des toponymes Castet , Castets , Castétis ou Casteig. Entrecasteaux est la francisation de la forme provençale Entre-Castèus.

La forme castellare est à l'origine des toponymes Le Cailar, Le Caylar, Le Cayla, Le Cheylard ou Castellar. On trouve également Castellane (latin petra castellana puis occitan Pèira castelana, signifiant "roche fortifiée") dans les Alpes de Haute-Provence, qui voisine avec l'ancienne commune de Castillon (occitan castelhon, "petit château"), aujourd'hui noyée sous les eaux du lac artificiel créé par le barrage qui porte son nom. Ce dernier toponyme se retrouve dans toute l'Occitanie.
- Le terme mòta (au sens de « motte », « butte artificielle ») a formé nombre de lieux-dits ou de toponymes tels que La Motte , Lamotte , Lamothe (avec un -th hellénisant). Par métonymie, le terme a fini par désigner le château bâti sur une hauteur artificielle ou non, ainsi à La Motte-Chalancon, ou à La Motte-Vieille on aperçoit les vestiges d'un château et d'un vieux village sur une falaise[3].

##### Autres noms de châteaux forts
Si castèl a beaucoup de représentants ou de dérivés, d'autres termes de la langue d'oc en sont synonymes.
- Au masculin caire, siginifie « pierre anguleuse », « pierre de taille » ; au féminin caira, « roche ». Ce qui a permis de désigner telle ou telle construction forte. Exemples : Le Caire, Belcaire ou Beaucaire .

- Le terme garda ou gardiava du sens de « gardien » à celui de « lieu de guet ». Exemple : La Garde .

- Le mot miranda, « belvédère », « tour de guet », est à l'origine de Mirande, chef-lieu d'arrondissement du Gers. Le diminutif mirandòl se retrouve dans Mirandol-Bourgnounac (Tarn).

- Le sens militaire que peut prendre ròca, « roche ». Exemples : Laroque-d'Olmes (Ariège), Roquefort  ou Rochegude .

- Sala, « salle », qui eut le sens de « demeure fortifiée ». Exemples : Salles, Sallèles.

- Tor ou torre qui veut dire « tour ». Exemple : Lastours. Pour Tournefeuille (Haute-Garonne), Jacques Astor postule un ancien occitan torn, « enceinte fortifiée », qui serait un élargissement en -n- du latin turris, « tour », et qu'on retrouve par ailleurs dans les toponymes Le Tournel, Tournoël, Tournissan, Tournefort, liés à une tour, un donjon[4].

#### Villes et villages
- En Provence et dans le Bas-Languedoc, une bastida désigne une maison de campagne ou une ferme. Dans le Sud-Ouest, le mot prend le sens de « petite ville généralement fortifiée ».

- Le toponyme Cazes renvoie à l'ancien occitan casa signifiant « maison » et remplacé ultérieurement par ostal[5]. Répandu en Gascogne, on le retrouve également en Languedoc, notamment à Cazes-Mondenard. La forme Cazaux (occitan casau) est un dérivé pouvant désigner une maison mais également un jardin potager, notamment en Gascogne.

#### Fermes
- Le terme bòri (masc.) (maison isolée, ferme au XVIIIe siècle) a donné Les Borrys, hameau à Mérindol (Vaucluse).
- l'occitan bòrda et ses dérivés masculins bordèl, bordèlh, bordelhon, bordelhot, bordet, bordic, bordil, etc., comme féminins, bordela, bordèlha, bordeta, ont donné une foule de toponymes : Borde, Bordes, Les Borde, Las Bordes, et Bourdel/ Bourdeu, Bourdeil, Bourdeix, Bourdillon, Bourdillot, Bourdet, Bourdic, Bourdil, et encore Bourdelles, Bordères, Bourdeilles, Bourdettes, etc[6].

#### Puits et citernes
- Lo potz, « le puits », est à l'origine de noms de hameaux : Pouts, communes de Ponson-Debat et d'Arudy (Pyrénées-Atlantiques), Le Poux, commune de Vorey (Haute-Loire). Le diminutif en -òl se retrouve dans Pouzol (Puy-de-Dôme, Aude, Hérault); le diminutif en -èl dans Pouzet (Villeneuve (Aveyron))[7] .
- L'occitan posaranca / posaraca désignant le « puits à bascule » se retrouve dans Les Pouzeranques, lieux-dits des communes héraultaises de Nissan-lez-Enserune et de Sussargues et le nom d'une rue à Avignon (rue Pouzaraque).

#### Ports (maritime)
- La calanque de Port-Miou, à Cassis, dont le nom est la transcription francisée de l'occitan Pòrt Melhor? (Portus Melior en latin ref?). Mortrueil[8] donne Portum mines (Aethicus), Port mil 1311 (arch. municip.), Portus Milii 1390 (idem), Portus Milonis, Port Miol 1486 (arch. evêché), Port mieu 1501 (idem), la forme est donc assûrément Pormiu.

- Le mot cala (« crique », port naturel), dont provient le mot « calanque » a donné Callelongue, à Marseille (cala lònga, « grande crique ») mais également El Kala, en Algérie, fondé par des négociants marseillais et dont le nom français était « La Calle ».

- Le quartier du Pharo, à Marseille, doit son nom à l'anse voisine, dite du farot, qui accueillait une petite vigie sur la mer (faròt en occitan, littéralement « petit phare »). Le Mont Faron à Toulon tire son nom de la même origine.

- Estaca, « bitte d'amarrage », « embarcadère », est représenté par l'Estaque, quartier de Marseille.

- Un frieu est une passe marine entre deux étendues de terre. C'est l'origine du nom des îles du Frioul, au large de Marseille.

- Le provençal madraga, « filet de pêche fixe », a donné Madrague  : lieu de pêche, nombreux sur le littoral méditerranéen (deux à Marseille, un célèbre à Saint-Tropez).

- Tiboulen, évolution provençale du latin antipolitanus issu du grec Antipolis, littéralement « en face de la ville », est le nom de deux îlots situés dans la rade de Marseille. La ville d'Antibes tire son nom de la même origine grecque.

À noter que le toponyme port  se retrouve également en zone de montagne, où il désigne un point de passage.

#### Cabanes des travailleursextra-muros
- Issu d'un bas latin barrum, « boue », « pisé », ou dérivé de barra, « barre », le terme occitan barraca, « baraque », a donné de nombreux lieux-dits et noms de hameaux en Languedoc : ainsi Baraque-de-Trémolet en Lozère et Baraque-Pachin dans l'Aveyron. Le sens est celui d'habitation rudimentaire à la disposition du berger transhumant, du muletier et du voyageur[9]. Dans son Dictionnaire du monde rural[10], Marcel Lachiver définit ainsi la baraque : « Auberge où les rouliers pouvaient renforcer leurs attelages sur les routes à très forte déclivité, ces auberges encadrent généralement les portions déclives. On pouvait y faire aussi des réparations sommaires, les aubergistes étant souvent charrons ou maréchaux. Le mot a donné de nombreux lieux-dits les baraques ».

#### Moulins
- Moulin, hameau de la commune de Saint-Etienne-de-Boulogne dans l'Ardèche, est un toponyme transparent (molin).
- La Mouline, hameau de la commune d'Olemps dans l'Aveyron, évoque le moulin à eau (molina, féminin de molin).
- Les toponymes Rode, La Rode, viennent de ròda, roue à aubes du moulin à eau, employée métonymiquement.
- La Resse désigne généralement le moulin à eau actionnant une scie (rèssa) mécanique : La Resse sur la commune d'Ambialet dans le Tarn.
- Le Paradou, nom de commune dans les Bouches-du-Rhône, Les Paradous, à l'est de Toulouse, représentent le moulin à foulon (parador). À noter que c'est également le nom d'un quartier de la commune d'Hydra, en Algérie, dont le club de football, le Paradou AC, affiche un moulin sur son écusson.
- Le Martinet, toponyme rencontré sur des cours d'eau, renvoie au martinet, le marteau-pilon mû par la force de l'eau.

Annexes du moulin
- Bézal désigne le bief d'un moulin à eau, le canal d'arrivée d'eau sur la roue du moulin, d'où en toponymie de nombreux noms de quartiers traversés par un cours d'eau où, anciennement, tournait un moulin[11].
- Resclausa, digue et dérivation d'un moulin, se reconnaît dans La Resclause, nom de hameau de la commune de La Salvetat (Hérault)[11].
- À Servian (Hérault), La Pansière, sur le site d'un ancien moulin à eau, est une altération de paissièra, bief du moulin[11].

#### Lieux d'extraction
Carrières
- Lascaux, dans le département de la Dordogne, tire son nom d'une carrière d'extraction de chaux (cauç).
- Le collectif lausièr / lausièra, « lieu ou abonde la pierre plate », dérivé de lausa, « plaque de pierre », a donné les lieux-dits Le Lauzié à Saint-Sever dans l'Aveyron, La Lauzère à Sainte-Croix-Vallée-Française en Lozère.
- Le mot gip (« plâtre », « gypse ») et son dérivé gipièra ont donné leurs noms à un certain nombre de lieux-dits comme La Gipière de la commune de Sospel, dans les Alpes-Maritimes. Une mauvaise transcription a donné également le nom « Logis neuf » (voir infra la section Toponymes erronés)

Mines
- L'occitan menièr / minièr dans le sens de « mine », d'« exploitation minière », se retrouve dans les toponymes Le Minier, Le Minié[12].

#### Lieux de traitement de matières minérales
Fours à chaux
- Selon Ernest Nègre, le toponyme Forcalquier (in castro Furnocalcario en 1018-32, castel de Fornchalcerii vers 1103) provient de l’association des termes occitans forn, « four », et calquièr, littéralement « four calcaire », mais qu’il faut comprendre au sens étymologique de « four à chaux » (calx, « chaux » ; calcarius, « de chaux », « à chaux »)[13].

Forges
- Fabrèga, issu du latin fabrica, est représenté en toponymie par Fabrègue(s), Lafabrègue, Fabreguette(s). La forme Fabra se retrouve dans le toponyme des Fabrettes, quartier de Marseille.
- Les formes Farga / Farja, issues également de fabrica, se retrouvent dans Farge, Lafarge, Forge, Laforge, Desforges, Desfarges, etc[14].

Ateliers
- Tournal (Le), lieudit à Creissels dans l'Aveyron, renvoie à la meule entraînée par une roue mue par la force de l'eau et qui permet au taillandier de fabriquer ses instruments tranchants (faux, faucille, serpe, hache, etc.)[15].
- Obrador, lieu où l'on travaille (« ouvroir »), mais aussi celui qui travaille, est représenté par Oubradour, Oubradou(s), Loubradou(s), Louvradou(x)[16].
- Pega, « résine », se devine dans les toponymes Péguière et Péguère, d'un ancien dérivé peguièra / peguèra, « lieu d'extraction de la résine » : le col de Péguère, dans le massif de Lar, près de Massat (Ariège), la Péguière, dans la forêt du Ventoux[17].
- Teularia, teulhera, « tuilerie », ont formé de nombreux lieux-dits (Teulière) aux environs des villes et villages du Tarn[18]. La forme métonymique tèule, « tuile » se retrouve également sous la forme Théoule[19]
- Botariá / botarié, « atelier de tonnellerie », est représenté en toponymie par Laboutarié près de Réalmont dans le Tarn[20].
- La gare de Matabiau à Toulouse tire son nom d'anciens abattoirs, mata buòu signifiant « tue-bœuf ».

#### Églises et chapelles
- Glèisa, « église », se retrouve dans le hameau de la Gleyze-d'Als en Dordogne  et dans la commune de Lagleygeolle en Corrèze (de la Glèisòla, « la petite église »).
- Le hameau de La Capelle, à La Canourgue, en Lozère, et le quartier de La Capelette, à Marseille.
- Orador, « oratoire », se devine dans les noms de lieux Oradour de la Haute-Vienne (Oradour-sur-Glane, Oradour-sur-Vayres, Oradour-Saint-Genest), et dans Auradou du Lot-et-Garonne[21].

Presbytère
- Les lieux-dits La Clastre dans le Gard et dans la Drôme renvoient à l'occitan moderne clastra (fém.), « cloître » ou « presbytère »[22].

Monastère
- Les toponymes évoquant l'abadiá, l'« abbaye », sont fréquents, ainsi L'Abadie, au nord d'Oppedette (Alpes-de-Haute-Provence), près de l'abbaye de Valsaintes ; Labadie, près de Ferrières-Poussarou (Hérault). Ils évoquent soit le site d'un monastère, soit un domaine appartenant à une abbaye, soit encore une église, un oratoire relevant d'une abbaye, voire la chapelle familiale[23].
- Les lieux-dits (Le) Moustier, (Le) Monastier, (Le) Monestier, (Le) Moutier, signalent la présence d'un « monastère », monastièr, monestièr[24].
- Mongia, formation dérivée de monge, « moine », est représenté par Lamontgie du Puy-de-Dôme, Lamonzie-Montastruc de la Dordogne[24].
- Montolieu dans l'Aude, Montoulieu dans l'Ariège, sites d'abbayes, viennent de Mont oliu, litt. « mont de l'olivier », nom donné après les Croisades en référence au Mont des Oliviers.

Croix
- Crotz, « croix », a donné lieu aux nombreux toponymes Croix (parfois Croux), La Croix, souvent suivis d'un déterminant comme dans La Croix Daurade (au nord de Toulouse, Haute-Garonne), c'est-à-dire, la crotz daurada, « la croix dorée ». Le diminutif crosèta, « petite croix », est représenté par La Croisette ou Lacrousette[25].

Cimetière
- Les noms de localités Martres-Tolosane (Haute-Garonne), Les Martres-de-Veyre (Puy-de-Dôme) et noms de lieux-dits Les Martres de la Dordogne, du Lot, du Gers, de l'Aude, renvoient à martres, d'abord « tombeaux des martyrs » puis « cimetière »[26].
- Sémentéry ou Sémentary : appliqué à une habitation, ce terme exprime le voisinage d'un cimetière, sementeri ou sementari en occitan (du latin coemeterium, « lieu de repos »)[27].

Biens ecclésiastiques
- Dans Le Bisbal, nom de hameau de la Salvetat et de Bessuéjouls dans l'Aveyron, on reconnaît l'ancien occitan bispal, bisbal, « épicospal », domaine appartenant à l'évêché[28].

#### Routes
Grande route
- Caussada, équivalent occitan du français « chaussée » (l'un et l'autre issus d'un bas latin (via) calciata, route formée de pierres bien tassées), est connu en toponymie dans le sens de « grande route », « route aménagée », ainsi dans Caussade, chef-lieu de canton du Tarn-et-Garonne[29].

Chaussée pavée
- Calada, qui désigne une chaussée pavée et que l'on retrouve dans le nom du quartier marseillais La Calade et dans le nom du Château de la Calade, dans la commune d'Aix-en-Provence.

Petite route
- L'occitan viòla (fém. de viòl, « sentier ») est représenté en toponymie par La Viole (Lozère), Les Violes (Lozère), Violles (Gers), La Violette (Drôme), Viol-le-Fort (Hérault)[30].

- Dans le Lot, La Trayne, nom de hameau de la commune de Pinsac, représente un ancien occitan traina, « convoi », « équipage »[31].

Carrefour
- La forme féminine forca de l'occitan forc, « embranchement routier », a donné lieu à des noms de localités situés sur ces embranchements : Fourques (Pyrénées-Orientales, Gard), La Fourque (Aveyron), Hourc (Hautes-Pyrénées). Les toponymes Fourcade, La Fourcade, Hourcade, Lahourcade, etc., viennent de forcada, de même sens que forca[32].

- Dans la Corrèze, près de Montgibaud, le composé Tournevite, qui est à un carrefour, paraît évoquer la possibilité pour le voyageur de changer rapidement de direction[33].

Pierres plantées
- Dans Peyrelevade de la Corrèze, on reconnaît pèira levada, la « pierre levée ». À la place de levada, on peut avoir ficha, « plantée », d'où Peyrefiche, Pierrefiche, etc[34].

Auberge de grande route
- Une abitarèla est un refuge pour les voyageurs, une auberge, un relais sur une grande route, d'où L'Habitarelle, hameau de la commune d'Altier (Lozère), La Bitarelle de la commune de Portiragnes (Hérault), La Vitarelle (Aveyron), Les Vitarelles (Lot), etc[35].

- Le toponyme Maison Rouge, répandu en pays d'Oc, est considéré comme désignant une auberge, signalée au voyageur par sa couleur rouge (portes et fenêtres ou façade ?). Les Maison Blanche seraient également des auberges (maison, et ses variantes mèison, maion, font partie du capital linguistique occitan)[36].

- Le toponyme La Bégude désignant un hameau situé sur une route passant à distance d'un village a pour origine le mot occitan beguda (buvette) pris dans le sens de relais ou l'on faisait boire les chevaux : Bégude de Saze, Bégude de Rochefort (Gard), Labégude (Ardèche).

### Reliefs

#### Hauteurs
- Tuc ou Truc représentent une « hauteur », en général une « butte » ou une « colline ». Ce microtoponyme est fort répandu. Une variante suc existe aussi. Dans le domaine gascon il n'est pas rare de tomber sur des toponymes graphiés en Tucoèra ou encore Tecoèra et qui se rapportent à des monticules, souvent dunaires. Les noms de lieux La Tecoèra et le patronyme déformé en « Latécoère » en sont sans doute des exemples.

- Le toponyme port désigne un col, surtout dans les Pyrénées (Le Somport, Le Port, ...), en plus de sa signification maritime.

- Mont, « mont », du latin montem : innombrables sont les lieux ainsi désignés, souvent avec un déterminant, ainsi les divers Montpezat du Gard, du Gers, du Tarn-et-Garonne, etc., « mont aux fortes pentes » selon Jacques Astor qui rapproche ce toponyme de La Pezade, issu de (via) pesata, « voie en pente », « pente » (du latin pendere, pensum)[37].

- Le latin podium, au sens de petite éminence a, en quelque sorte, un abondante descendance : puy en zone franco-provençale, puèi en Béarn, puch, poi ou piau en Gascogne, puèg, puòg, puèch ou pèch dans les régions de parler languedocien (Puéchabon), pioch en Provence. Francisation locale en « Poët » (Le Poët, Hautes-Alpes). Son diminutif puget se retrouve particulièrement en Provence.
- La còsta, « montée, pente, versant », est très fréquente en microtoponymie. À Rignac, dans l'Aveyron, la Coste est un versant de la vallée de l'Aveyron. En Champsaur, les Costes est installé sur les pentes du Petit-Chaillol. Dans les noms de lieux avec épithète, ce sens de versant est bien apparent : Costecalde est l' adrech, Costubague est l'ubac. Costepeyrouse est un versant pierreux, l'antinomique Costeplane est un replat de versant. Còstiera, dérivé de còsta désignant le coteau, se retrouve dans la Costière de Nîmes, qui domine les plaines du bas-Rhône[38].

- Le terme ròca désigne non seulement une « roche », un « rocher », mais aussi une « hauteur rocheuse ». De très nombreux toponymes occitans retrouvent cette forme comme Roquefort-sur-Soulzon, Roquebrune-sur-Argens mais aussi ses dérivés comme le quartier marseillais du Roucas blanc ou celui, arlésien, de La Roquette (quartier d'Arles).

- Le mot sèrra désigne une colline de forme allongée. La plaine des Serres, en Agenais, correspond à de véritables plateaux. Dans les Hautes-Alpes, de nombreuses communes ont un hameau nommé « le Serre » ; Serre Chevalier en est le plus célèbre.

- Le mot aunessa évoque en gascon une élévation de terrain. On en trouve une illustration, bien que cacographiée, dans la dénomination « Onesse » (commune d'Onesse et Laharie, Landes).

- La pena , « penne » en français, est un rocher élevé, une crête de montagne, un escarpement. Voir Penne-d'Agenais (Lot-et-Garonne) ou Les Pennes-Mirabeau (Bouches-du-Rhône).

- Dans le même genre on trouve  balc, bauç  ou bau, qui a donné les Baux-de-Provence et aussi Port-de-Bouc (Bouches-du-Rhône). À noter que le terme bauxite vient de Baux-de-Provence.

- La Viste, un endroit de Marseille réputé pour sa situation en hauteur et la vue qu'il offre sur la rade, dérive du participe passé (vista) du verbe occitan veire (« voir »). À noter que le Massif de Marseilleveyre, pour sa part, tire son nom d'une forme ancienne du latin vetus, veterem et signifie « Vieux Marseille »[39] et non, contrairement à une croyance établie, « Voir Marseille ».

- Beigbédé, Béouveyre sont des toponymes que l'on rencontre respectivement en Gascogne et en Provence et qui signifient « Belvédère ».

#### Plaines
- Issu du latin planum, l'occitan plan désigne une surface plane, qui peut être un plateau aussi bien qu'une plaine. Ainsi à Marseille, « la Plaine », anciennement « Plan Saint-Michel », domine la Canebière ; le « plan » de Canjuers, dans le Var, est un plateau. On peut signaler également le quartier du « Plan d'Aou » à Marseille (occitan : Plan Daut), littéralement  le plateau en hauteur.

- Le terme cauma ou calma désigne un « plateau rocheux », voire une « lande ». Parfois réduit à calm, cam ou can : c'est le cas de Canjuers déjà cité.

#### Vallées
- Val est féminin en occitan, très répandu. La Val d'Aran est un territoire de langue occitane dans le royaume d'Espagne (à noter que ce toponyme est également une tautologie puisque Aran signifie « vallée » en basque).
- Vau :
  - En Vau, la plus célèbre des calanques de Marseille.
  - Vaufrèges (vieux quartier du sud de Marseille), en provençal Vau-fregis (« vallon frais »), qui fait écho au quartier récent de Frais-Vallon qui se trouve au nord de la ville.
  - Vaucluse, en provençal Vau-cluso (« vallée fermée »).
- Comba, « petite vallée » : Coumboscuro, lieudit en vallée occitane italienne.
- Aigaliers (Gard), Eygaliers (Drôme), Eygalières (Bouches-du-Rhône) viennent de aigalièr/aigalièra, fossé d'écoulement des eaux et, par amplification de sens, la vallée drainée par un cours d'eau[40].
- Lavaur, nom topographique signifiant « le ravin », formé sur vaur, variante de vabre, qui vient du gaulois wabero- « ravin » [41].

### Nature

#### Nature du sol
- Clapareda, plaine caillouteuse, terrains pierreux, difficiles à travailler, très souvent arides, se retrouve dans  Les Claparèdes à Bonnieux (Vaucluse)[42].
- Còdol, « caillou, galet », dérivé de còde, dont le pluriel donne Coudols à Viala-du-Tarn (Aveyron) et Coudoux dans les Bouches-du-Rhône. L'adjectif dérivé en -òs, codolòs, « caillouteux », donne Font-Coudoulouse, source dans la commune de Bellegarde (Gard)[43].
- Arenc est un quartier de Marseille dont le nom provient d'anciennes plages de sable (latin et occitan arena[44]). On retrouve ce toponyme jusqu'en Catalogne, Arenys de Mar.

#### Eaux
- Lo riu, « le ruisseau », le Rieutord (« ruisseau tordu »), une rivière du Gard et de l'Hérault, le Bourdou, torrent des Alpes-de-Haute-Provence. Variante haut-alpine : rif. Diminutif rial, que l'on retrouve dans le quartier des Riaux à Marseille.
- Les nombreux lieux-dits et noms de hameaux La Goute et Les Gouttes, fort répandus dans le Massif central, viennent de gota au sens ancien de « ruisseau » (en occitan moderne, le sens est celui de « goutte » en français moderne). Avec des épithètes, on a Goutelongue à Salles-Curan (Aveyron), Goutevernisse dans la Haute-Garonne près d'un affluent de l'Ariège, évoquant le ruisseau bordé d'un rideau d'aulnes (vèrnhissa).
- Aiga, « eau », ainsi que ses nombreux dérivés, a fourni un nombre élevé de toponymes dans tout le Pays d'Oc : Aigues-Mortes et son miroir inversé Aigues-Vives , Chaudes-Aigues, la Tour-d'Aigues, etc. Ce toponyme est également présent en catalan, soulignant la proximité linguistique entre les deux langues (Ayguatébia-Talau, Aigües, Aigaviva, etc.) et rappelant la grande importance des ressources en eaux dans ces territoires.
- Aiguieras, « égout » ou « chenal » : Eyguières. Synonymes : robina (cf. le « Canal de la Roubine » en Camargue, remarquable tautologie !), vallat.

Source
- Font, « la fontaine » ou « la source » souvent francisé à tort en « fond » : quartier Font-vert à Marseille, Fond-Rose à Caluire-et-Cuire. Synonymes : dotz ; sòrga, nom de plusieurs cours d'eau en Provence (« sorgues »), et de la commune de Sorgues (Vaucluse), et la Sorgues, dans l'Aveyron (coule à Saint-Affrique).
- Dardaillon, affluent de l'Hérault à Bélarga (Hérault), représente l'occitan dardalhon, défini par Mistral comme « petit ruisseau qui se jette dans un plus grand » (de dardalhar, jaillir).
- Le terme boldoira, « eau sale, bourbeuse », est représenté par de nombreux lieux-dits (par ex. dans l'Aveyron, La Bouldoire, sur les communes de Bertholène et de Rignac).
- La Bouilladisse, dans les Bouches du Rhône dont le nom est signale la présence d'une source.

Confluence
- Entraigas (littéralement, « entre les eaux ») est assez répandu sous la forme Entraigues , et jusqu'aux vallées occitanes d'Italie sous la forme Entracque.
- Ajustans (Les) (los ajustants, « les cours d'eau qui confluent »).

Gué
- L'occitan ga, « gué », que l'on retrouve dans les noms de communes de Saint-Julien-du-Gua en Ardèche ou de Le Gua en Isère, ainsi que dans de nombreux lieux-dits Le Ga, le Gua, Le Gas, et ses diminutifs gasèl, gasèla, gasilha dans Le Gazel, Gazels, Les Gazelles.
- Le gué de franchissement d'une rivière, pas, a donné le Pas des Eaux, le Pas du Renard à Sérignan (Hérault).

Berge
- La ribiera, « la rivière », désigne un cours d'eau du Dévoluy ; variantes : le Ribeyrol, en Lozère, la Ribeyre, rivière du Cantal.
- Les toponymes Lalevade-d'Ardèche, nom de commune sur le cours de l'Ardèche, La Levade, nom de hameau sur la commune de La Grand-Combe (Gard) sur une rive du Gardon d'Alès, représentent l'occitan levada au sens de « levée de terre », « digue », « chaussée » destinée à protéger les cultures contre la fureur des eaux.

Embouchure
- L'occitan gras, grau, « chenal », « embouchure », issu du latin gradus, « pas », « degré d'escalier », a donné le Gras d'Orgon, le Gras de la Dent, le Gras du Pégoulier, qui sont les bouches (embouchures) du Rhône, et Le Grau-d'Agde (qui se trouve à l'embouchure de l'Hérault) (Hérault) et Le Grau-du-Roi (Gard), le sens étant dans ce tout dernier cas celui de « chenal » faisant communiquer l'étang et la mer[45].
- Dans le golfe de Gascogne, bocau, dérivé de boca, « bouche », a, au sens d'embouchure, les mêmes applications que gras / grau, d'où Boucau des Pyrénées-Atlantiques, sur l'embouchure de l'Adour[45].

Étangs, mares et lacs
- Estang, « étang », donne Estaing (Aveyron) et, sous forme composée, Capestang dans l'Hérault (Caput Stanio en 862), village situé à l'extrémité (cap) de l'étang qui, avant son assèchement, s'étendait en ce lie[46] ; forme nord-occitane : Chabestan (Hautes-Alpes), forme catalane : Cabestany (dont la prononciation est théoriquement rigoureusement identique à son jumeau occitan Capestanh).

Marécages
- Palun, ou Palud, « marécage » (on retrouve cette racine dans le mot français « paludisme »), est fréquent, notamment en Provence : les Paluds-de-Noves, mais aussi Lapalud.

Divers
- Gourc, « trou d'eau », « abîme », mais aussi « lieu calme d'une rivière où le fond est relativement bas » et parfois « lac », « étang », « lagune », est représenté par le Gour de l'Oule, 4 km en aval de Meyrueis (Lozère), une des cavités par lesquelles la Jonte poursuit son cours souterrain, le Gourg de Maffre, étang de la côte languedocienne, à Marseillan (Hérault).
- Dans le lieu-dit La Volte de la commune de Cubières (Lozère), situé dans un méandre de l'Allier, on reconnaît l'occitan volta dans le sens ancien de « méandre » de cours d'eau. De même origine : Lavoute-sur-Loire dans l'Allier, La Voulte-sur-Rhône dans l'Ardèche.
- Les Aygalades (« chutes d'eau »), quartier de Marseille.
- Isla ou illa, « île » se retrouve dans L'Isle-sur-la-Sorgue (l'Illa de Sòrga). Dans les Hautes-Alpes, les iscles sont des zones marécageuses en bordure des torrents.

#### Grottes
- Le terme balma ou bauma désigne une grotte : Balma (commune de l'aire urbaine de Toulouse), la Sainte-Baume, Les Baumettes (Marseille), Beaumes-de-Venise (Vaucluse).

#### Végétation

##### Arbres
- L'Aulne glutineux, vèrnh, vèrnhe, vèrn, vèrna en occitan, est à l'origine de Vernet (Haute Garonne), Vernaison, Le Vernet (Allier).
- Le noisetier ou coudre est l'avelanièr, d'où les toponymes Lavelanet ou l'Abélanet.
- L'aven de la Nouguière, sur le plateau de Canjuers, signale la présence de noyers.
- Le terme albar désigne en général le peuplier blanc, le saule, le viorne obier. On le retrouve dans Albaret-le-Comtal. Ailleurs le peuplier se nomme pibòl : Le Piboul, ancienne commune de l'Aveyron, intégrée à Sainte-Juliette-sur-Viaur.
- Le bouleau se dit beç en occitan languedocien. On retrouve là l'origine de Besse .
- Le châtaignier se dit castanh : Castans, Castanet-Tolosan.
- Le chêne : la toponymie du chêne est fort riche, car il existe une assez grande variété d'essences ainsi nommées.
  - Casse représente le chêne pédonculé. La cassanha est un bois de casses, d'où Cassagnes-Bégonhès (la « cassagne » de Bégon, en Aveyron), et son diminutif Cassagnoles .
  - Garric désigne le chêne kermès, d'où le nom de garriga, « terres incultes où poussent les kermès ».
  - La Rouvière, Le Rove, signalent la présence du Chêne rouvre.
- Le hêtre, fau, fag ou fay, donne Lafage , Le Fau, Le Faget ou La Fayette.
- Le genêt, genest, ou ginest, d'où, lorsqu'il est répandu sur une grande étendue : Ginestas (Aude), Ginestet (Dordogne), La Ginestière, Ginestouse, La Gineste, etc.
- Les Arnavaux est un quartier de Marseille dont le nom provient du mot arnavèu, désignant une ronce épineuse.

##### Bois et forêts
- Le Bosc , nom de communes dans l'Ariège et dans l'Hérault, et surtout Bosc, Bosc et Bos (avec perte du c), noms de nombreux lieux-dits, de bosc désignant une étendue boisée ; Malbosc, dans l'Ardèche, synonyme de « mauvais bois », soit siège de peurs ancestrales, soit terrain boisé impropre au défrichement[47].
- Fourest se retrouve dans certains lieux-dits.

#### Faune
Noms d’oiseaux
- Auriol, « loriot », a formé Montauriol, Puech Auriol à Castres (Tarn)[48].

- Ausèl, « oiseau », a formé Chantaussel, hameau de Saint-Julien-en-Champsaur (Hautes-Alpes).

- Esparvièr (esparbièr), « épervier », est à l'origine de La Roca Sparviéra, village rocher des éperviers en Provence.

Mammifères
- Ors, « ours », a donné Orcières (Hautes-Alpes), Roussayrolles (Tarn)[48].

- Lop, « loup », a donné La Loubière (Aveyron), Villar-Loubière (Hautes-Alpes).

Insectes
- Dans les Pyrénées-Atlantiques, Fourmiguères (Formigueria en 1019) parle de « fourmilière », formiguièra, formiguèra ; de même, dans le Cantal, Frémigoux, lieu-dit au nord-est de Chalvignac, évoque un lieu où les fourmis abondent[49].

- Burgal, « frelon », a donné Burgalière (burgalièra, « nid de frelons »)[49].

- Dans les Alpes-Maritmes, Lingostière, hameau de la commune de Nice, évoque les sauterelles (lingostas)[49].

Divers
- Grenolhet, lieu marécageux où abondent les grenouilles, dérivé de granolha (grenouille) (+ suffixe collectif -et), a donné dans le Gard, le Granouillet, nom de ruisseau tributaire du Nizan, affluent du Rhône; de même, granolhièr (granolha + suffixe collectif -ièr) se retrouve dans La Grenouillière dans le Cantal, dans une zone de sources, près de Lafeuillade-en-Vézie[50].

### Agriculture

#### Élevage
- Le Vaccarès, en Camargue, tire son nom de la présence d'élevages bovins.
- Vaquèiras est un village situé en Espagne, dans la Comarque occitanophone du Val d'Aran. Son nom officiel est en occitan.
- Le Pas des Fèdes, dans les Alpes-de-Haute-Provence, signifie tout simplement « le passage des brebis ». Il se situe en effet sur une route de transhumance

#### Champs
- Fromental, « terre à blé », se retrouve tel quel dans Fromental, hameau de la commune de Rentières (Puy-de-Dôme)[51].
- Les lieux-dits Le Devès, du latin defensum, participe passé neutre substantivé de defendere, au sens de « chose défendue » puis de « terrain clôturé », renvoient à une terre close par le seigneur pour en interdire l'accès, que ce soit un bois pour se réserver le droit de garenne, le droit de chasse, ou une parcelle cultivée pour interdire celle-ci au troupeau de la communauté, même après les récoltes. Voir Devèze (Hautes-Pyrénées), Devesset (Ardèche).
- Les lieux-dits comprenant le mot prat ou pra, qui vient de l'occitan prat, « pré », et que l'on retrouve par exemple dans la station de ski de Pra-Loup, dans les Alpes de Haute-Provence.

#### Cultures
- Le nom du blé, lo blat, singulier à valeur collective, est représenté par Le Blat, hameau de la commune de Beaumont (Ardèche)[51].
- L'avoine, représenté par le quartier de Bonneveine (Bona Avena) à Marseille.
- Le quartier de Montolivet à Marseille tire son nom de la culture d'oliviers[52] (oliu, olivet, en occitan).
- La Canebière, à Marseille, tire son nom d'anciennes plantations de chanvre (chènevière, en français) destiné à confectionner les cordages des navires. Ce toponyme se retrouve également dans de nombreux lieux-dits.

#### Produits de la terre
- farina  (« farine ») en occitan central, se retrouve en haria dans le domaine gascon. Une illustration toute particulière de ce terme est l'appellation de la commune landaise Onesse et Laharie  (orthographié Aunessa e La Haria en occitan normalisé). On retrouve une étymologie semblable sur le tracé de l'ancienne voie romaine de Bordeaux à Boios (Lamothe) dénommée Camin Roman, La Levada, mais aussi Camin Hariau, c'est-à-dire « chemin de la farine » = celui où l'on convoyait la farine, d'après les historiens du Pays de Buch.

## Toponymes erronés
Il existe en pays d'Oc un certain nombre de toponymes dont la forme française est souvent un calque imparfait du nom originel occitan, par méconnaissance éventuelle de cette langue par les employés cadastraux chargés de répertorier les noms de lieux méridionaux. On peut citer :
- Le hameau du Pas-des-Lanciers, situé entre Marignane et Marseille et dont le nom provençal est Pas de l'Ancié, « passage de l'angoisse », en raison de sa situation sur une route fréquentée par des brigands de grand chemin qui attendaient là les voyageurs quittant Marseille[53].
- Notre-Dame de Bois-Vert. L'appellation Bois-vert est une mauvaise transcription de l'occitan bèu-veire, littéralement beau-voir, « belvédère »[54].
- Saint-Chinian, transcription de Sanch Inian (Saint-Aignan), Sanary, transcription de Sant Nari (Saint Nazaire).
- Les Trois-Lucs, à Marseille, dont le nom s'explique par le nom original Tres Lutz (« Trois Lumières »), orthographié Tres Luç au Moyen Âge et qui a perdu sa cédille en route[55].
- Montpellier-le-Vieux. Ce nom curieux s'explique par la forme occitane originelle, Lo Clapàs-Vièlh, or le mot clapàs, signifiant « tas de pierres », « éboulis », est également le surnom donné à la ville de Montpellier par les Languedociens. Un traducteur méticuleux aura donc traduit Lo Clapàs-Vièlh, « le vieux tas de pierres », par l'étrange Montpellier-le-Vieux[56].
- De nombreux lieux-dits sont appelés Logis-neuf en Occitanie : il s'agit d'une transcription erronée de l'occitan Lo gip nòu (« le plâtre neuf ») qui désignait une platrière.
- De même pour les lieux-dits « de l'homme mort », transcription imparfaite de l’expression l'olm mòrt désignant l'emplacement d'un orme mort.

## Toponymes français
En 1959, l'abbé E. Nègre notait que dans le département du Tarn, quantité de noms de lieux français étaient en train de se former à mesure que progressait l'usage du français, ainsi le Barrage (le Travet), le Viaduc (Tanus), le Terrain d'Aviation (Albi, Gaillac), les Laveries (Carmaux).

## Projet de restitution des noms géographiques occitans: la carte occitane
Initié en 2004, ce projet de l'Institut d'études occitanes, en association avec OpenStreetMap, aboutit en Décembre 2018 à la publication de la première version occitane de la carte mondiale OSM. Cette carte permet de visualiser en situation les toponymes restitués. Projet collaboratif, sous licence OCBDL, il s'enrichit chaque jour de noms nouveaux. La totalité des communes et leurs chefs lieux y figurent (à quelques exceptions près), on y trouve de nombreux quartiers et le nom des rues de certaines villes) et de nombreux points d'intérêt. La carte est consultable sur le site de Geoccitania.